# The Musical
The Musical (El Musical) es un drama coreano, producido en 2010 y 2011 por la cadena coreana SBS. Se estrenó el pasado viernes 2 de septiembre de 2011 en el horario de las 21:55 y terminó el 23 de diciembre del mismo año con 16 episodios, dirigidos por Kim Kyung Yong y protagonizados por Koo Hye Sun, Choi Daniel, Park Ki Woong, Ok Joo Hyun, Ki Eun Se, entre otros. The Musical está envuelto en un mundo de música, donde una chica lucha por hacer realidad su sueño enfrentándose a las personas que se interponen ante ella para evitar que dicho sueño pueda conciliarse.

## Sinopsis
Go Eun Ri es una estudiante de medicina, que a pesar de la carrera por la que decidió optar, sueña con ser una actriz profesional de musicales. Para poder hacer que su sueño se haga realidad, la muchacha tendrá que tomar cada oportunidad que se le presente para ello, enfrentando al mismo tiempo los diversos obstáculos tanto físicos como emocionales tales como no tener el apoyo de su padre, quién no le agrada mucho la meta de su hija y tener que lidiar con las personas que ahora quieren pisotearla y hacer su sueño miserable.

## Reparto
- Koo Hye Sun es Go Eun Bi.
- Choi Daniel es Hong Jae Yi.
- Park Ki Woong es Yoo Jin.
- Ok Joo Hyun es Bae Kang Hee.
- Ki Eun Se es Seo Ra Kyung.
- Park Kyung Lim es Sa Bok Ja.
- Kim Hyun Sung es Han Sang Won.
- Oh Jung-se es Goo Jak.
- Kim Yong Min es Joon Hyuk.
- Kim In Seo es Sang Mi.
- Lee Do Kyung es el padre de Eun Bi.
- Jung Young Sook es Yang Soon Yi.
- Kang Ji Hoo es Hyun Kwang Seo.
- Cha Kwang Soo es Yoo Jin Young.
- Ahn Yeo Jin es Sun Hee.
- Park Geun Hyung es El Presidente Yoo.
- Lee Philip
- Jo Won Hee
- Lee Ji Hyung es Yoo Jae Joon.
- Kim Jin Ho es El Presidente Seo.
- Choo So Young
- Jung Tae
- Seo Bum Suk
- Jung Moon-sung es un intérprete musical (ep. #9)

## Banda sonora
- "You Sing" - Gilgu Bonggu
- "My Man" - Beige
- "Happy" - Soul Star

## Recepción
| Episodio | Fecha de emisión        | Audiencia media |
| -------- | ----------------------- | --------------- |
| 1        | 2 de setiembre de 201   | 8.3 %           |
| 2        | 9 de setiembre de 2011  | 5.5 %           |
| 3        | 16 de setiembre de 2011 | 4.3 %           |
| 4        | 23 de setiembre de 2011 | 4.7 %           |
| 5        | 30 de setiembre de 2011 | 3.5 %           |
| 6        | 7 de octubre de 2011    | 5.3 %           |
| 7        | 14 de octubre de 2011   | 3.7 %           |
| 8        | 21 de octubre de 2011   | 2.9 %           |
| 9        | 28 de octubre de 2011   | 4.2 %           |
| 10       | 4 de noviembre de 2011  | 3.7 %           |
| 11       | 18 de noviembre de 2011 | 3.4 %           |
| 12       | 2 de diciembre de 2012  | 3.5 %           |
| 13       | 9 de diciembre de 2012  | 4.0 %           |
| 14       | 16 de diciembre de 2012 | 3.5 %           |
| 15       | 23 de diciembre de 2012 | 3.3 %           |
| Media    | Media                   | -               |